# Domino (musical)
Domino is een Vlaamse musical naar een idee van de Vlaamse Media Maatschappij (VMMa), die wordt geproduceerd door VTM. Het verhaal werd opgebouwd rondom een twintigtal nummers van de Belgische popgroep Clouseau.
Het verhaal is fictief – in de stijl van Mamma Mia! en We Will Rock You – en is geschreven door Frank Van Laecke en Allard Blom. Van Laecke staat tevens in voor de regie, Martin Michel verzorgt de choreografie en Clouseau-producer Hans Francken is muzikaal leider. Belangrijke rollen worden vertolkt door onder anderen Deborah De Ridder, Ivan Pecnik, Maaike Cafmeyer en Mark Tijsmans. De mannelijke hoofdrolspeler werd gezocht via de talentenjacht Domino, de zoektocht op VTM; Alexander Metselaar won deze strijd.
De eerste show werd gespeeld op 8 maart en na vier try-outs vond de première plaats op 11 maart 2012 in de Stadsschouwburg van Antwerpen. De laatste van in totaal 46 voorstellingen wordt gespeeld op 22 april.
Hoewel er volgens de producenten al interesse getoond is door Nederlandse producenten, is er vooralsnog geen sprake van dat de productie ook in Nederland zal spelen.

## Geschiedenis

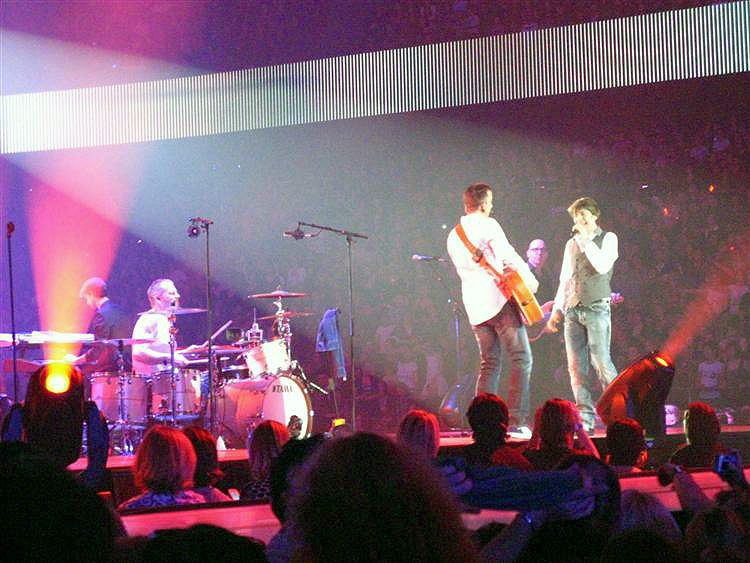
Koen (rechts) en Kris Wauters, respectievelijk leadzanger en gitarist, toetsenist en backingvocal van Clouseau, tijdens een concert in het Sportpaleis in Antwerpen (2005).

### Ontstaan
Het musicalgenre is in Vlaanderen erg populair, met name door de successen van de eigen musicaladapties van Studio 100, enkele producties van het inmiddels failliete Music Hall NV en de grote, internationaal bekende en gerenommeerde producties van de ook in België uitbreidende Nederlandse spelers Stage Entertainment en V&V Entertainment. Dit succes bleef niet onopgemerkt bij de Vlaamse Media Maatschappij (VMMa), dat al langer nieuwe markten wilde aanboren. Het idee ontstond om zelf een musical te produceren omdat dit voor het bedrijf "veel mogelijkheden [biedt]". Men besloot te volgen in de trend waarin nummers van een bepaalde artiest of muziekgroep worden gebruikt in een musical, zoals nationaal en internationaal eerder gedaan was in onder andere Mamma Mia! (met de nummers van ABBA), Zorro (o.a. Gipsy Kings) en We Will Rock You (Queen), door de nummers van Clouseau te verwerken in een fictief verhaal. Volgens VMMa lenen deze nummers zich perfect voor "deze eerste Vlaamse feelgood-musical". Volgens Koen en Kris Wauters kreeg VTM de rechten om hun muziek te gebruiken niet zomaar "op een presenteerblaadje" aangereikt.
Clouseau was enkele jaren eerder ook al benaderd in verband met een musical, maar zag toen niets in dit plan. Kris Wauters voegt daar aan toe dat hij "sowieso geen musicalfan [is]" en een dergelijk project meer iets was voor ná hun carrière. Eind 2010 werden de broers opnieuw benaderd, nu door VTM, en "nu klopte het plaatje wel". Volgens hen is de timing van het muzikale project ideaal, aangezien zij eerder hadden besloten een tijdje gas terug te nemen en in 2012 geen concerten te spelen, iets dat VTM op het moment dat ze Clouseau benaderde, nog niet kon weten. Met een musical zou het niet helemaal stil blijven rond de band, want "als die musical er komt, blijft Clouseau – zij het dan in een andere vorm – toch weer leven op het podium". Hoewel de broers zich hebben afgevraagd of het niet beter was om het gewoon een paar jaar compleet stil te houden omtrent Clouseau, om daarna met een "grote bang terug te verschijnen", gaven ze het project uiteindelijk toch groen licht.

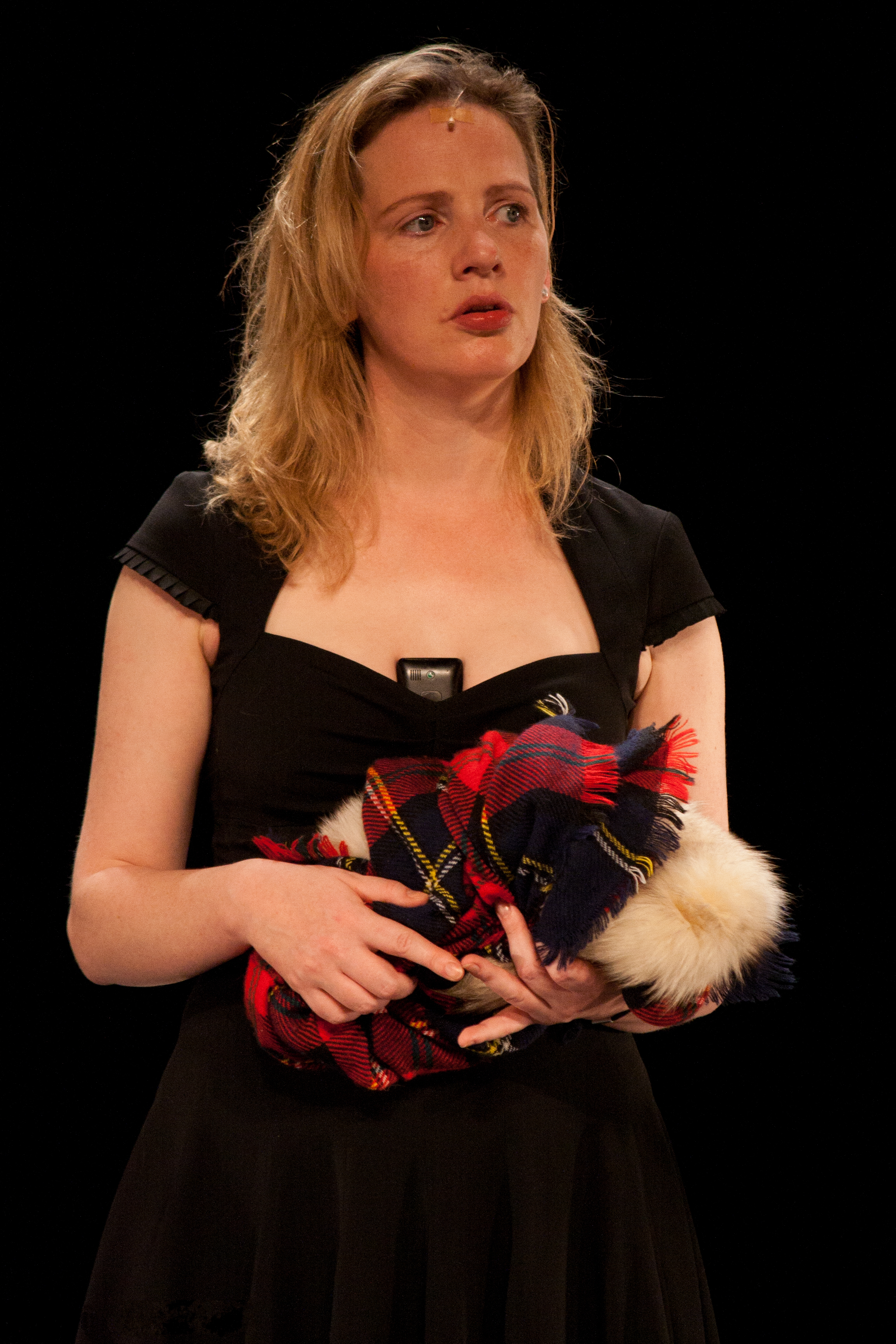
Maaike Cafmeyer tijdens een toneelvoorstelling.

### Ontwikkeling
Voor het scenario tekenden Frank Van Laecke en Allard Blom, die eerder verantwoordelijk waren voor de musicalbewerking van Daens. Van Laecke zal ook instaan voor de regie. Koen en Kris Wauters zeggen veel vertrouwen te hebben in de makers, maar hebben de mogelijkheid om eventueel bij te sturen op zowel tekstueel als muzikaal gebied. En volgens Koen Wauters blijken "heel veel van onze songs op een organische manier in het verhaal te passen, zodat ze geen rare bochten moeten nemen". De liedjes zullen "een heel aparte dimensie krijgen wanneer ze gezongen worden in een verhaallijn", al zal het vreemd zijn dat ze niet door Clouseau zelf zullen worden vertolkt. De muziek in de musical werd gearrangeerd door Steve Willaert. Het was voor de broers een essentieel punt dat hun eigen liveband in de orkestbak zou zitten, aangestuurd door Clouseaus producer Hans Francken; "een garantie dat de typische Clouseausound ook in de voorstelling te horen zal zijn". Dit in plaats van dat er "[een] tape gaat meelopen" of dat hun muziek "onherkenbaar verminkt zal worden". Koen Wauters verwijst hierbij naar Mamma Mia!, waarbij de rijke arrangementen van ABBA volgens hem waren omgevormd tot songs met blikkerige sound uit enkele synthesizers. Ze hebben er vrede mee dat de arrangementen "hier en daar (...) een draai krijgen" en dat er, zoals in veel musicals, terugkerende thema's zijn. Het verhaal werd opgebouwd rondom de nummers van Clouseau en de twintig songs vormen dan ook de rode draad doorheen het verhaal. Van Laecke meent dat de nummers van Clouseau op een "zeer natuurlijke manier ingepast zijn in het verhaal" en dat hij en Blom "nooit hebben moeten zoeken naar een kunstmatige invalshoek". Hij wijt dit deels aan de "universele" inhoud van de nummers.

### Casting
Bij de eerste berichtgeving in januari 2011 was de casting voor de ensemble cast nog niet begonnen. Audities werden gehouden in de week van 28 februari. Op 9 mei bleken Deborah De Ridder, Ivan Pecnik, Maaike Cafmeyer en Mark Tijsmans zich aan de musicalproductie te hebben verbonden. Verder bleek ook Marijn Devalck te zijn gecast voor een rol in de musical. Opvallend is dat De Zondag dit al wist te melden op 11 mei, maar dit bericht pas eind juni door andere media werd opgepikt. Ook Jeroen Maes, James Cooke en Anne Mie Gils zullen in de musical te zien zijn.

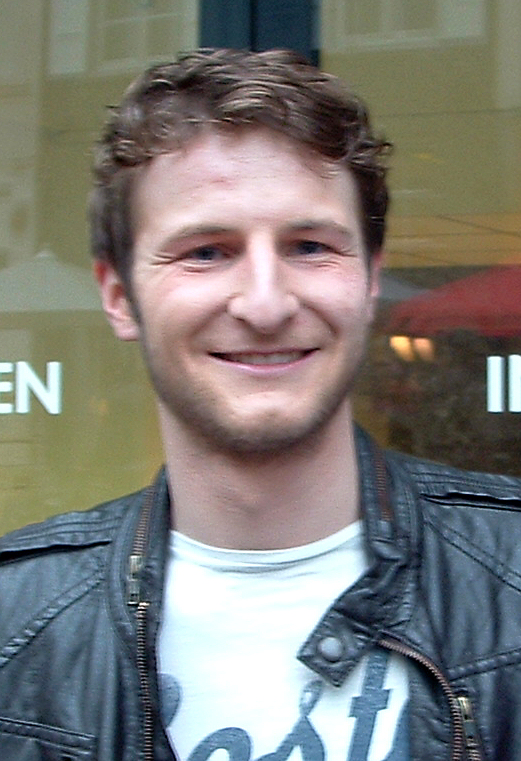
Alexander Metselaar won in de talentenjacht Domino, de zoektocht de mannelijke hoofdrol in de musical Domino.

Naar de vertolker van Sam, de mannelijke hoofdrol, werd gezocht via de talentenjacht Domino, de zoektocht op VTM. Zowel ervaren zangers en acteurs als nieuwe talenten werden aangemoedigd zich in te schrijven voor de wedstrijd. De kandidaten die de eerste audities doorstonden, werden begeleid door ervaren coaches ter voorbereiding voor de rol. Uiteindelijk werd Alexander Metselaar door jury en studiopubliek het meest geschikt bevonden voor de rol.
Verder zullen ook Jasmine Jaspers, Lauren De Ruyck en Jurgen Delnaet rollen vertolken. Het ensemble zal bestaan uit Ernst Van Looy, Joris De Beul, Dieter Verhaegen, Hilde Weber, Liv Van Aelst, Marianne Carlier, Samuël Anastasi, Helle Vanderheyden – de meesten zullen eveneens understudy zijn voor een rol in de musical. Steven Roox, die tweede werd in Domino, de zoektocht, zal understudy zijn voor de rol van Sam en tevens voor de rol van Marc – hij gaat in principe op als lid van het ensemble. Daarnaast is er in de cast tevens plaats voor een kleine kindercast, waarvoor diverse kinderen elkaar regelmatig zullen alterneren.
Op 1 december werd de cast officieel voorgesteld. Voor de cast wordt bewust gekozen voor een mix van gevestigd en nieuw musicaltalent.

### Repetities en promotie
De kaartverkoop voor de musical startte reeds op 10 mei 2011; op die dag werden ter promotie ook de officiële website en een teaser trailer gelanceerd.
In september 2011 werd er in de gebouwen van VTM een scenariolezing gehouden met de volledige cast. De repetities van de musical startten op 24 januari 2012 in de witte zaal van de Antwerpse Stadsschouwburg. Een maand later werd deze repetitiezaal ingeruild voor de grote zaal van het theater, om de show te finetunen.
Ter promotie van de musical is de titelsong van de musical, Domino, opgenomen als single. Het nummer wordt vertolkt door Deborah De Ridder en Alexander Metselaar en was sinds 13 februari 2012 gratis te downloaden op de officiële website. Daarnaast werd Vonken en Vuur opgenomen; dit nummer werd gebruikt bij de promotievideo. Beide nummers werden opgenomen in de studio van Hans Francken, die met onder anderen Clouseau en Natalia Druyts werkte en tevens muzikaal leider van de musical is. Van Domino werd tevens een videoclip gemaakt.
Verder werd een parfum uitgebracht naar aanleiding van de musical. Vooralsnog zijn er geen plannen om van de show een castalbum of dvd uit te brengen.

### Speelperiode
De musical zal gedurende de hele speelperiode te zien zijn in de Stadsschouwburg van Antwerpen. Hoewel er werd gesproken over een looptijd van "enkele maanden", werd in eerste instantie als einddatum 1 april aangehouden. In oktober 2011 liet Francesca Vanthielen in een interview weten te denken dat er "iets van honderd voorstellingen" zullen worden gespeeld; het is niet duidelijk in hoeverre zij op de hoogte is van het exacte aantal geplande en optionele voorstellingen. De musical zou nu zeker tot 22 april draaien. Deze lange looptijd lijkt te worden bevestigd door het feit dat er naast de reguliere voorstellingen er vier schoolvoorstellingen zullen worden gespeeld. Hierbij wordt tevens een lespakket aangeboden om bepaalde thema's uit de musical in de klas te introduceren. Deze schoolvoorstellingen worden gespeeld op 15 en 16 maart en 19 en 20 april. Eind februari 2012 vertelde Marijn Devalck dat de musical zeker tot 3 juni te zien zou zijn. Deze uitspraak bleek enigszins voorbarig, aangezien op 22 maart de laatste voorstelling wordt gespeeld. De producent heeft vooralsnog geen nadere verklaring gegeven voor het stopzetten van de musical.
De première was normaal voorzien voor 8 maart 2012, maar werd later verschoven naar 11 maart. Voorafgaand aan de première vonden er vier try-outs plaats. Ondanks dat er veel interesse werd getoond door diverse theaterproducenten, is er nog geen sprake van dat Domino ook naar Nederlandse theaters zou gaan. De VMMa wil eerst "het Vlaamse verhaal tot een goed einde brengen". Pas als de musical in Vlaanderen een succes blijkt, zal een Nederlandse versie worden overwogen.

## Inhoud van de musical

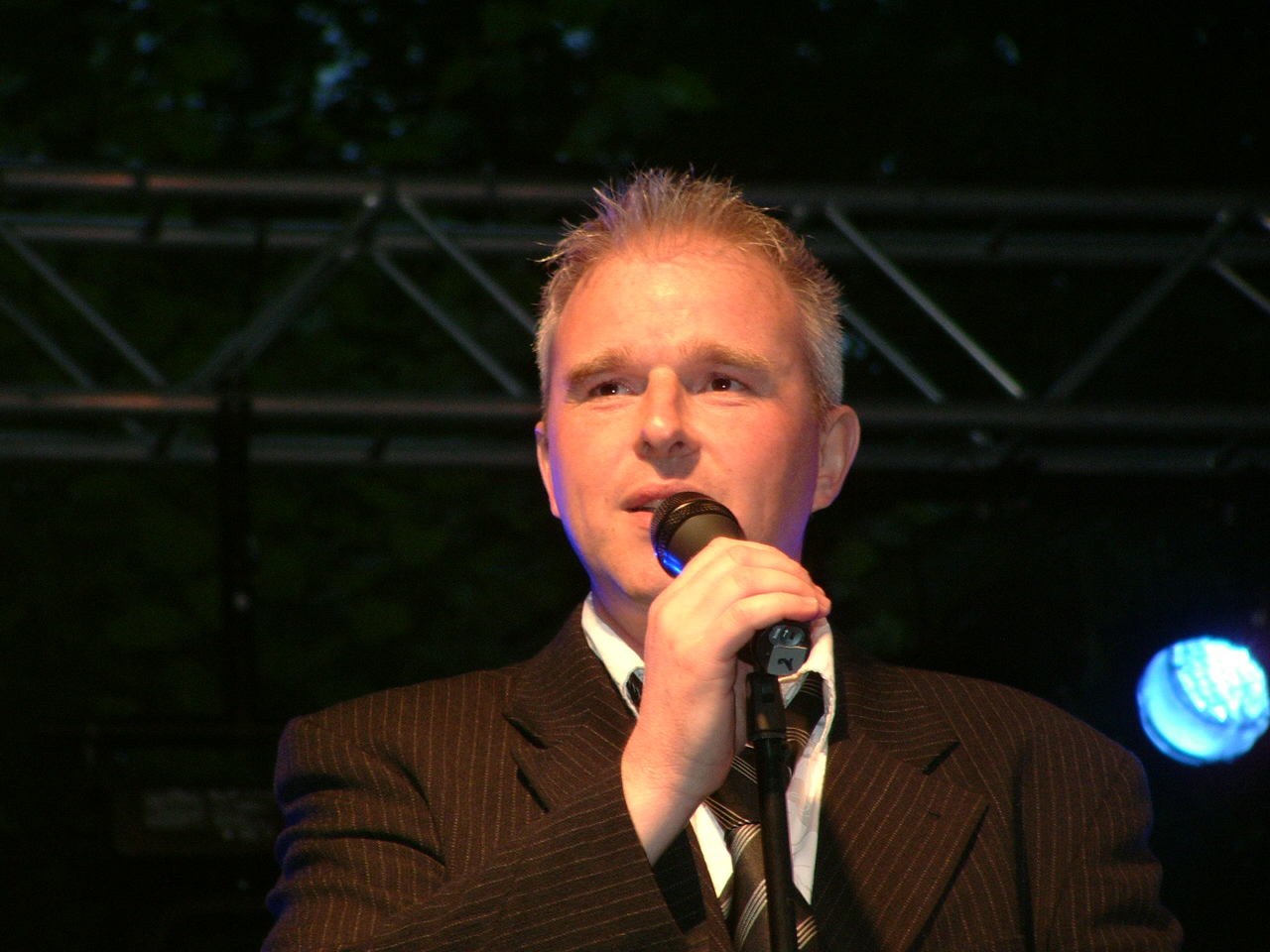
Mark Tijsmans tijdens een optreden in Merksem in 2007.

### Plot
Domino is "een romantische komedie over vriendschap en liefde", waarin het leven van de 28-jarige vrouw Dominique (Domino) centraal zal staan. Het titelpersonage is "een pittige vrouw van eind de twintig die er net een relatiebreuk op heeft zitten". Na een relatie van elf jaar met Marc verhuist naar de fictieve, volkse wijk Swentibold, waar de bewoners hun eigen zorgen hebben. Ze zijn allemaal belandt op "een kruispunt van hun leven" en moeten omgaan met ingrijpende dingen die zich in een jaar tijd ontvouwen. De wijk wordt in haar voortbestaan bedreigd, iets wat de bewoners niet zonder slag of stoot laten gebeuren.
Domino is een verhaal van persoonlijke en gezamenlijke omwentelingen. Het verhaal begint op de dag waarop Dominique intrek neemt in haar nieuwe huisje in Swentibold. Ze maakt kennis met haar buren en wordt meteen uitgenodigd voor een buurtfeest een week later. Tijdens de barbecue leert ze iedereen pas goed kennen. Als ze de volgende morgen helpt opruimen, ontmoet ze haar buurman Sam. Er ontstaat langzamerhand iets tussen Sam en Dominique en hij geeft haar langzaam weer vertrouwen in de liefde, maar zij kan zich daarnaast maar moeilijk losmaken van haar ex-vriend Marc, die zijn uiterste best doet haar opnieuw voor zich te winnen. Niet lang daarna ontvangt iedereen in de wijk een brief: Swentibold moet plaatsmaken voor een megabioscoop. De bewoners laten dit echter niet zomaar gebeuren.
Naast de romantische verhaallijn dat Domino tot "gewoon een feelgoodmusical" maakt, worden ook minder voor de hand liggende thema's aangesneden als euthanasie, holebi's en seksualiteit. Hiervoor werkte VMMa samen met drie professionele organisaties die elk met een van deze onderwerpen verbonden zijn, namelijk Leif, Çavaria en Jeugd en Seksualiteit. Tevens zal de musical zich niet louter afspelen in Swentibold, maar zal het verhaal voor enkele scènes uitwijken naar Zuid-Afrika.

### Muziek
Act 1
- Overture

Instrumentaal
- Swentibold

Cast, ensemble
- Dat zij de mooiste is

Dominique, ensemble
- Swentibold (reprise)

Cast, ensemble
- En dans / Gek op jou

Roland, ensemble / Alex, ensemble
- Ik, jij, hij of zij

Cast, ensemble
- Domino (fragment)

Sam
- Altijd heb ik je lief

Linda, Geert
- De tegenpartij

Sam, Dominique, ensemble, Marc
- Domino

Sam
- Ik wil niet dat je weggaat

Dominique, ensemble
Act 2
- Entr'acte

Instrumentaal
- Verlangen

Domino, Sam, ensemble
- Zie me graag

Sam, ensemble
- Anne

François, Anne, ensemble
- Nobelprijs

Dominique, Sam, ensemble
- Daar gaat ze

Alex, Roland, François
- Altijd heb ik je lief (reprise)

Linda
- Afscheid van een vriend

Sam, Dominique
- Heb ik ooit gezegd

Marc
- Vonken en vuur

Cast, ensemble
- Laat me nu toch niet alleen

Sam, ensemble
- Domino (reprise)

Sam, Dominique, ensemble
- Toegift: En dans, Vanavond ga ik uit, Geef het op, Louise, Brandweer, Zij is van mij, Ben je daar vannacht, Vanbinnen, De tegenpartij, Vonken en vuur.

Tutti

### Decor
Het hoofddecor betreft een deel van de straat en het plein waar het hoofdpersonage Domino komt te wonen. Dit decor is beweegbaar van voor naar achteren en maakt het mogelijk om aan de voorzijde van het podium ruimte te creëren, waardoor er veilig met fietsen en brommers gereden kan worden. Verder zijn er ook decors van het interieur van de woning van Domino, van de woning van Geert en Linda en het kantoor van Marc. Omdat het verhaal zich over een jaar afspeelt, zullen de vier seizoenen ook in decor, kleding en special effects de revue passeren. Zo zal het in één scène regenen.

## Rolverdeling

### Cast

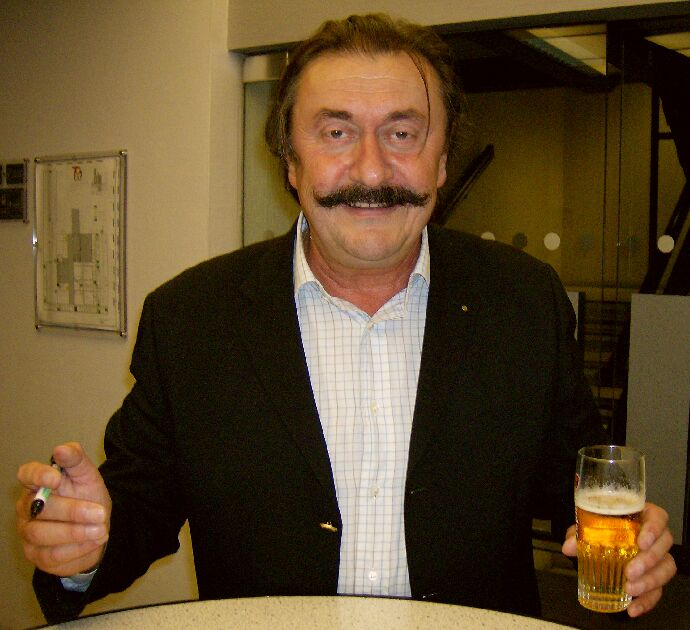
Marijn Devalck tijdens een signeersessie.

Onderstaande is een lijst met de rolverdeling van de musical Domino. De volledige cast werd bekend in oktober 2011, nadat VTM in een persbericht in mei 2011 liet weten dat de castleden in "in de komende weken en maanden" bekend zouden worden gemaakt.
- Deborah De Ridder — Dominique Willems (Domino), een vlotte, jonge meid die opnieuw probeert te beginnen na haar relatiebreuk.[9][41]
- Alexander Metselaar — Sam, buurman van Domino. Hij heeft enkele weken vastgezeten nadat hij betrapt bij het plegen van een inbraak.[4][17]
- Mark Tijsmans — Marc Deruddere, makelaar en de ex-vriend van Domino. Hij probeert Domino terug te winnen.[9]
- Anne Mie Gils en Ivan Pecnik — Linda en Geert, beiden zijn onderwijzer. Daarnaast is hij voorzitter van het buurtcomité.[4][9][12]
- Marijn Devalck — Bernard, een gepensioneerde militair en "gepatenteerde zeur".[11]
- Jeroen Maes en James Cooke — homokoppel Alex en Roland.[12][13] Roland is bejaardenverzorger en heeft daarnaast een travesti-act, Alex werkt in de IT-sector.
- Maaike Cafmeyer en Jurgen Delnaet — Anne en François, buren van Domino.[9][19] Zij is huismoeder, hij "een loodgieter met oog voor alles wat vrouw is". Ze hebben vier kinderen, waaronder de tweeling Tom en Bob en dochter Sarah (Lauren De Ruyck). Ze is erg aan het puberen en moet tegen haar zin mede zorg dragen voor haar twee broertjes en de pasgeboren baby.[51]
- Jasmine Jaspers — Veerle, alternate Dominique.[52]
- Marianne Carlier — Bernadette, understudy Veerle. De minnares van François.
- Ensemble: Steven Roox (understudy Sam & Marc), Ernst Van Looy (understudy Bernard), Joris De Beul (understudy Geert & François), Dieter Verhaegen (understudy Alex & Roland), Hilde Weber (alternate Anne, dance captain), Liv Van Aelst (understudy Linda), Laura Tesoro (understudy Sarah) Samuël Anastasi (swing), Helle Vanderheyden (swing).[21][22]
- Kindercast (Tom en Bob): Kobe Verdonck, Rune Verbilt, Bas Bossaerts, Jens Callewaert, Toon Welkenhuysen, Glenn Verheijen, Berre Vandenbussche, Andres Vercoutere,Mathieu Van Nieulande.

### Orkest
- Toetsen: Hans Francken, Pieter Van Malderen
- Drums: Herman Cambré, Bram Raeymaeckers
- Percussie: Frank Michiels, Peter Schneider
- Gitaar: Eric Melaerts, Tom Lodewyckx, Jan Decombele, Damian Corlazzoli
- Basgitaar: Vincent Pierins, Herwig Scheck

## Creatives
Achter de schermen werkten de volgende personen mee:
- Scenario: Allard Blom, Frank Van Laecke
- Regie, dialogen, scenografie: Frank Van Laecke
- Regie-assistente: Karina Mertens
- Choreografie, staging: Martin Michel
- Decorontwerp: Eric Van Der Palen
- Kostuumontwerp: Arno Bremers
- Pruiken: Harold Mertens
- Geluidsontwerp: Mark Luyckx
- Lichtontwerp: Luc Peumans
- Muzikale leiding: Hans Francken
- Arrangementen: Steve Willaert
- Producent (VTM): Wim Hubrechtsen
- Uitvoerend Producent: Wouter Schotel

## Reactie

### Vooraf
Nadat was aangekondigd dat er een musical zou worden gemaakt rond de nummers van Clouseau, gaven twee musicalgezichten hierop hun reactie. Vera Mann vroeg zich af waarom het zo lang geduurd had voor er een Clouseaumusical zou worden gemaakt, gezien het succes van Mamma Mia! en Doe Maar!. Volgens haar zouden "wel honderd" van hun hits in een musical kunnen worden gebruikt, maar "staat of valt" de musical met het scenario. Ze vertrouwt erop dat dit in goede handen is bij Frank Van Laecke en Allard Blom. Linda Lepomme voegde hieraan toe dat er heden ten dage weinig originele creaties in musicalland zijn.

### Nominaties en prijzen
| Jaar | Prijs                | Categorie                                                    | Resultaat   | Bron          |
| ---- | -------------------- | ------------------------------------------------------------ | ----------- | ------------- |
| 2012 | Musicalworld Award   | Beste originele productie                                    | Genomineerd | [ 54 ] [ 55 ] |
| 2012 | Musicalworld Award   | Beste ensemble                                               | Genomineerd | [ 54 ] [ 55 ] |
| 2012 | Musicalworld Award   | Beste doorbraak/revelatie, Alexander Metselaar               | Genomineerd | [ 54 ] [ 55 ] |
| 2012 | Vlaamse Musicalprijs | Beste vrouwelijke hoofdrol, Deborah De Ridder                | Genomineerd | [ 56 ] [ 57 ] |
| 2012 | Vlaamse Musicalprijs | Beste vrouwelijke bijrol, Maaike Cafmeyer                    | Genomineerd | [ 56 ] [ 57 ] |
| 2012 | Vlaamse Musicalprijs | Beste vrouwelijke bijrol, Anne Mie Gils                      | Genomineerd | [ 56 ] [ 57 ] |
| 2012 | Vlaamse Musicalprijs | Aanstormend talent, Alexander Metselaar                      | Genomineerd | [ 56 ] [ 57 ] |
| 2012 | Vlaamse Musicalprijs | Beste creatieve prestatie, Erik van der Palen (decorontwerp) | Genomineerd | [ 56 ] [ 57 ] |
| 2012 | Vlaamse Musicalprijs | Radio 2 Publieksprijs                                        | Gewonnen    | [ 57 ] [ 58 ] |